# Nouna
Nouna este un oraș din provincia Nouna, Burkina Faso.